# Рух English-only

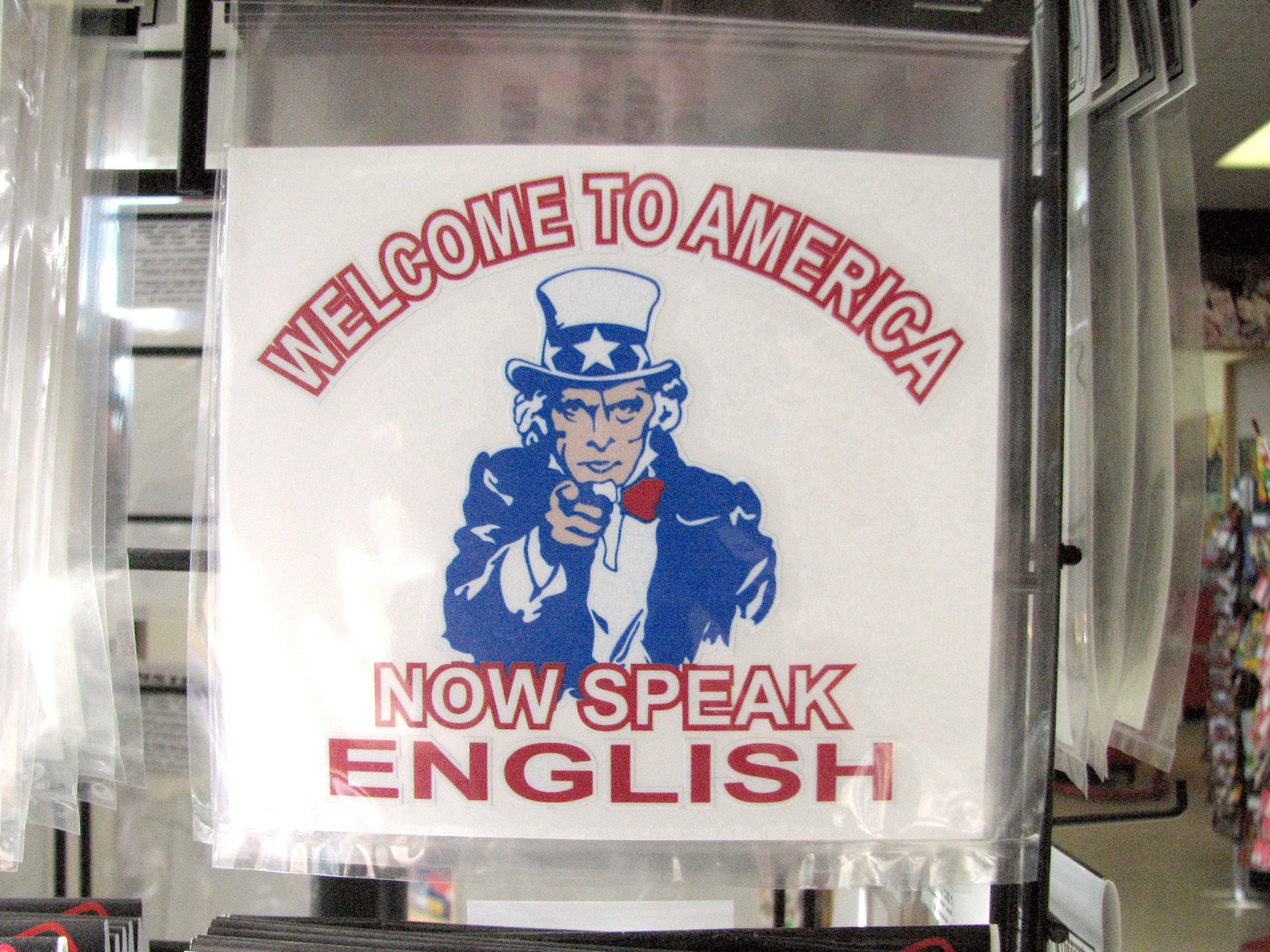
Стікер у Колорадо, що закликає іммігрантів говорити англійською

Рух English-only, також відомий як рух за офіційну англійську мову, є політичним рухом, який виступає за використання лише англійської мови в офіційному діловодстві уряду США шляхом встановлення англійської як єдиної офіційної мови в Сполучених Штатах. У США ніколи не було правової політики проголошення офіційної чи державної мови. Однак у певні часи та в деяких місцях робилися різні кроки, спрямовані на просування або вимагання використання англійської мови, наприклад, у індіанських школах-інтернатах.
Підтримка руху English-only почалася в 1907 році за часів президентства Теодора Рузвельта і продовжується зараз, оскільки дослідження підтверджують високий відсоток у рейтингах схвалення. Під час виборів цей рух підтримають кандидати-республіканці.
Рух English-only зазнав критики та неприйняття в суспільстві та освітніх системах. Американська спілка громадянських свобод (ACLU) заявила, що закони English-only суперечать як першій поправці, праву спілкуватися з урядом або подавати петиції до нього, так і свободі слова та праву на рівність, оскільки вони забороняють державним службовцям надавати допомогу та послуги не англійською мовою. Чинний закон показує, що федеральний уряд Сполучених Штатів не визначає офіційну мову; однак кожен штат має унікальні умови, яких вони дотримуються.

## Перші кроки
Суперечки між громадянами та іммігрантами щодо англійської мови точаться з 1750-х років, коли в Пенсільванії було змінено вуличні вивіски, щоб включити англійську та німецьку мови для розміщення багатьох німецьких іммігрантів. Німецько-англійські дебати тривали до Першої світової війни, коли міжнародна ворожнеча призвела до відмови від усього німецького, включаючи заборону німецької мови та німецькомовних матеріалів, зокрема книг.
У 1803 році в результаті купівлі Луїзіани у Сполучені Штати увійшло франкомовне населення Луїзіани . Як умова для вступу до Союзу Луїзіана включила до своєї конституції положення, яке пізніше було скасовано, згідно з яким усі офіційні документи повинні публікуватися мовою, «якою написана Конституція Сполучених Штатів». Сьогодні в штаті Луїзіана немає закону про офіційною мову.
Після мексикансько-американської війни Сполучені Штати отримали близько 75 000 іспаномовних громадян на додаток до кількох груп корінного населення.
Закон 1847 року дозволяв англо-французьке навчання в державних школах Луїзіани. У 1849 році Конституція Каліфорнії визнала права іспанської мови. Права на французьку мову були скасовані після громадянської війни в США. У 1868 році Індіанська комісія миру рекомендувала корінним американцям навчання лише англійською мовою. У 1878—1879 роках конституція Каліфорнії була переписана, щоб стверджувати, що «всі закони штату Каліфорнія, усі офіційні документи, а також виконавчі, законодавчі та судові процедури не повинні проводитися, зберігатися та публікуватися ні якою іншою мовою ніж англійська».
Наприкінці 1880-х років Вісконсин та Іллінойс прийняли закони про навчання лише англійською мовою як у державних, так і в парафіяльних школах.
У 1896 році під керівництвом уряду Республіки Гаваї англійська мова стала основним засобом навчання дітей на Гаваях. Після іспано-американської війни англійська мова була оголошена «офіційна мова навчальних закладів» в Пуерто-Рико. Таким же чином англійська мова була оголошена офіційною мовою на Філіппінах після філіппіно-американської війни.
У 1907 році президент США Теодор Рузвельт писав: «У нас є місце лише для однієї мови в цій країні, і це англійська мова, бо ми маємо намір бачити, що горнило робить з наших людей американців американської національності, а не мешканців пансіонату для поліглотів».
Під час Першої світової війни була широка кампанія проти використання німецької мови в США; це включало вилучення книг німецькою мовою з бібліотек.
У 1923 році законопроект, розроблений конгресменом Вашингтоном Дж. Маккорміком, став першим законопроектом щодо національної мови Сполучених Штатів, який би зробив «американську» національною мовою, щоб відрізнити мову Сполучених Штатів від мови Англії. Цей законопроект не пройшов Конгрес, незважаючи на значну підтримку, особливо з боку ірландських іммігрантів, які були обурені британським впливом.

## Підтримка
U.S. English — це організація, яка виступає за офіційну англійську мову, заснована в 1980-х роках колишнім сенатором США Самуелем Ічіє Хаякавою та Джоном Тантоном. ProEnglish — ще одна група, заснована Тантоном, яка виступає за офіційну англійську мову.
У 2018 році опитування Rasmussen показало, що 81% дорослих американців вважають, що англійська мова має бути офіційною мовою Сполучених Штатів, а 12% — ні.
У 2021 році опитування Rasmussen показало, що 73% американців вважають, що англійська мова має бути офіційною мовою, лише 18% не погоджуються.

## Сучасність
У 1980 році у округу Маямі-Дейд, штат Флорида, схвалили «анти-двомовну постанову». Однак вона була скасована окружною комісією в 1993 році після того, як «расово орієнтований перерозподіл» призвів до зміни уряду.
У 1981 році англійська мова була оголошена офіційною мовою в штаті Вірджинія.
У травні 2006 року Сенат США проголосував за дві окремі зміни до законопроекту про імміграцію. Змінений законопроект визнав англійську як «спільну та об'єднуючу мову» та давав суперечливі інструкції державним установам щодо їхніх зобов'язань щодо неанглійських публікацій.
По суті, повторюючи дії 2006 року, 6 червня 2007 року Сенат США знову проголосував за дві окремі поправки до наступного законопроекту про імміграційну реформу, який дуже нагадував поправки до законопроекту Сенату 2006 року. Зрештою, ані законопроект 2006 року, ані 2007 року не став законом.
22 січня 2009 року в Нешвіллі, штат Теннессі, відхилили пропозицію в рамках референдуму зробити «Нешвілл найбільшим містом Сполучених Штатів, яке забороняє уряду використовувати інші мови, крім англійської, за винятком, дозволених для питань здоров'я та безпеки». Ініціатива провалилася з результатом 57% проти 43% голосів.
У березні 2012 року кандидата в президенти від Республіканської партії Ріка Санторума розкритикували деякі республіканські делегати з Пуерто-Рико, коли він публічно зайняв позицію, згідно з якою Пуерто-Рико, іспаномовна територія, має бути зобов'язана зробити англійську мовою основною державною.
У 2015 році під час дебатів кандидат у президенти від Республіканської партії Дональд Трамп сказав: «Це країна, де ми розмовляємо англійською, а не іспанською».
6 лютого 2019 року 116-й Конгрес вніс до Палати представників законопроект про встановлення англійської мови як офіційної мови Сполучених Штатів. Палата представників назвала його Законом про єдність англійської мови 2019 року. У цьому законопроекті є рамки для реалізації. Вони прагнуть закріпити англійську як єдину мову, перевіряючи її під час процесу натуралізації.

## Критика
Лінгвіст Джеффрі Пуллум у есе під назвою «Ось ідуть лінгвістичні фашисти» звинувачує організацію English First, яка підтримує English-only, у «ненависті та підозрі до іноземців та іммігрантів» і зазначає, що англійська мова далеко не під загрозою в Сполучених Штатах, кажучи, що «зробити англійську офіційною мови Сполучених Штатів Америки є такою ж гострою потребою, як зробити хот-доги офіційною їжею на бейсбольних іграх». Рейчел Лоутон, застосовуючи критичний аналіз дискурсу, стверджує, що риторика English-only свідчить про те, що «справжньою мотивацією є дискримінація та позбавлення прав».
Американська спілка громадянських свобод (ACLU) заявила, що закони English-only суперечать як першій поправці, праву спілкуватися з урядом або подавати петиції до нього, так і свободі слова та праву на рівність, оскільки вони забороняють державним службовцям надавати допомогу та послуги не англійською мовою. 11 серпня 2000 року президент Білл Клінтон підписав розпорядження 13166 «Покращення доступу до послуг для осіб з обмеженим знанням англійської мови». Виконавчий наказ вимагає від федеральних агенцій перевіряти послуги, які вони надають, визначати будь-які потреби в послугах для осіб з обмеженим знанням англійської мови, а також розробляти та впроваджувати систему для надання цих послуг, щоб особи з обмеженим знанням англійської мови могли мати повноцінний доступ до них.
Хоча судова система зазначила, що закони English-only є здебільшого символічними та незаборонними, керівники та менеджери часто тлумачать їх так, що англійська є обов'язковою мовою повсякденного життя. В одному випадку водій автобуса початкової школи заборонив учням розмовляти іспанською по дорозі до школи після того, як штат Колорадо прийняв відповідний закон. У 2004 році в Скоттсдейлі вчителька стверджувала, що дотримується мовної політики, коли вона нібито дала ляпаса студентам за те, що вони розмовляли на уроці іспанською. У 2005 році в Канзас-Сіті учня відсторонили від навчання за розмову іспанською в шкільних коридорах. У письмовому направленні про дисциплінарну відповідальність, яке пояснює рішення школи відсторонити учня на півтора дня, зазначено: «Це не перший раз, коли ми [просимо] Зака та інших не говорити в школі іспанською».
Одне дослідження як законів, які вимагали англійську як мову навчання, так і законів про обов'язкову шкільну освіту в період американізації (1910—1930) показало, що політика помірно підвищила рівень грамотності деяких дітей, народжених за кордоном, але не вплинула на кінцеві результати іммігрантів на ринку праці. або заходи соціальної інтеграції. Автори дійшли висновку, що «дуже помірний вплив» законів, ймовірно, пов'язаний з тим, що іноземні мови зменшувалися природним шляхом, без допомоги законів, які стосуються лише англійської мови.

## Чинне законодавство штатів щодо офіційної мови

Мапа статусу офіційної мови за штатами до 2016 року. Синій: англійська оголошена офіційною мовою; світло-блакитний: англійська мова оголошена одною з офіційних; сірий: немає офіційної мови.

| Штат/теритіорія             | Англійська мова офіційна? | Інші офіційні мови | Примітка |
| --------------------------- | ------------------------- | --- | --- |
| Алабама                     | Так                       | Немає | з 1990 |
| Аляска                      | Так                       | Інупіак, Сибірський Юпік, Центральний Аляскинський Юпік, Алутіік, Унангакс, Денаіна, Дег Сінаг, Голікачук, Коюкон, Верхній Кускоквім, Гвічін, Танана, Верхня Танана, Танакросс, Хен, Ахтна, Еяк, Тлінгіт, Хайда, Цимшіан | [ 37 ] [ 38 ] |
| Аризона                     | Так                       | Немає | з 2006, закон 1988 року визнаний неконституційним |
| Арканзас                    | Так                       | Немає | з 1987 |
| Каліфорнія                  | Так                       | Немає | з 1986 згідно з Пропозицією 63. Пропозиція 63 не підлягає застосуванню через відсутність відповідного законодавства, а Закон про двомовні послуги передбачає використання інших мов у роботі з громадськістю. |
| Колорадо                    | Так                       | Немає | з 1988; у 1876—1990 роках Конституція штату Колорадо вимагала публікувати закони англійською, іспанською та німецькою мовами |
| Коннектикут                 | Ні                        | Немає | [ 36 ] |
| Делавер                     | Ні                        | Немає | [ 36 ] |
| Флорида                     | Так                       | Немає | з 1988 |
| Джорджія                    | Так                       | Немає | з 1996 |
| Гаваї                       | Так                       | Гавайська | з 1978 |
| Айдахо                      | Так                       | Немає | з 2007 |
| Іллінойс                    | Так                       | Немає | з 1969; «американська» була офіційною у 1923—1969. |
| Індіана                     | Так                       | Немає | з 1984 |
| Айова                       | Так                       | Немає | з 2002 |
| Канзас                      | Так                       | Немає | з 2007 |
| Кентуккі                    | Так                       | Немає | з 1984 |
| Луїзіана                    | Ні                        | Немає | Французька мова має особливий статус у зв'язку зі заснуванням Ради з розвитку французької мови у Луїзіані у 1968 році. |
| Мен                         | Ні                        | Немає | [ 36 ] |
| Меріленд                    | Ні                        | Немає | [ 36 ] |
| Массачусетс                 | Так                       | Немає | з 2002, закон 1975 року визнаний неконституційним |
| Мічиган                     | Ні                        | Немає | [ 36 ] |
| Міннесота                   | Ні                        | Немає | [ 36 ] |
| Міссісіпі                   | Так                       | Немає | з 1987 |
| Міссурі                     | Так                       | Немає | з 1998; у 2008 році до Конституції штату були внесені відповідні зміни |
| Монтана                     | Так                       | Немає | з 1995 |
| Небраска                    | Так                       | Немає | з 1920 |
| Невада                      | Ні                        | Немає | [ 36 ] |
| Нью-Гемпшир                 | Так                       | Немає | з 1995 |
| Нью-Джерсі                  | Ні                        | Немає | [ 36 ] |
| Нью-Мексико                 | Ні                        | Немає | Іспанська має особливий статус з прийняття чинної Конституції штату у 1912 році. English Plus з 1989 |
| Нью-Йорк                    | Ні                        | Немає | [ 36 ] |
| Північна Кароліна           | Так                       | Немає | з 1987 |
| Північна Дакота             | Так                       | Немає | з 1987 |
| Огайо                       | Ні                        | Немає | [ 36 ] |
| Оклахома                    | Так                       | Немає | з 2010. Чоктавська є офіційної для чокто, а Черокі для черокі з 1991 року. |
| Орегон                      | Ні                        | Немає | English Plus з 1989 |
| Пенсільванія                | Ні                        | Немає | [ 36 ] |
| Род-Айленд                  | Ні                        | Немає | English Plus з 1992 |
| Південна Кароліна           | Так                       | Немає | з 1987 |
| Південна Дакота             | Так                       | Сіу | з 1995, з 2019 |
| Теннессі                    | Так                       | Немає | з 1984 |
| Техас                       | Ні                        | Немає | [ 36 ] |
| Юта                         | Так                       | Немає | з 2021 |
| Вермонт                     | Ні                        | Немає | [ 36 ] |
| Вірджинія                   | Так                       | Немає | з 1996 |
| Вашингтон                   | Ні                        | Немає | English Plus з 1989 |
| Західна Вірджинія           | Так                       | Немає | з 2016 |
| Вісконсин                   | Ні                        | Немає | [ 36 ] |
| Вайомінг                    | Так                       | Немає | з 1996 |
| Округ Колумбія              | Ні                        | Немає | Закон про мовний доступ від 2004 року гарантує рівний доступ та участь у державних послугах, програмах і заходах для мешканців округу Колумбія, які не можуть (або мають обмежені можливості) говорити, читати чи писати англійською мовою. Особи, які розмовляють амхарською, французькою, китайською, іспанською, в'єтнамською чи корейською мовою, отримують додаткові можливості. |
| Американське Самоа          | Так                       | Самоанська | [ 55 ] |
| Гуам                        | Так                       | Чаморро | [ 56 ] |
| Північні Маріанські Острови | Так                       | Чаморро, Каролінська | [ 57 ] |
| Пуерто-Рико                 | Так                       | Іспанська | [ 58 ] |
| Віргінські Острови          | Так                       | Немає | [ 59 ] |

Федеральний уряд Сполучених Штатів не має офіційної мови; проте усі офіційні документи в США пишуться англійською мовою, хоча деякі з них також публікуються іншими мовами.